# Xã Wells, Quận Marquette, Michigan
Xã Wells (tiếng Anh: Wells Township) là một xã thuộc quận Marquette, tiểu bang Michigan, Hoa Kỳ. Năm 2010, dân số của xã này là 231 người.